# Lonchocarpus densiflorus
Lonchocarpus densiflorus är en ärtväxtart som beskrevs av George Bentham. Lonchocarpus densiflorus ingår i släktet Lonchocarpus och familjen ärtväxter.

## Underarter
Arten delas in i följande underarter:
- L. d. densiflorus
- L. d. moritzianus